# الإمبراطورية الألمانية
الإمبراطورية الألمانية (بالألمانية: Deutsches Kaiserreich) ويطلق عليها أحيانًا الرايخ الثاني، هي إمبراطورية أُسِّست عام 1871 بعد اتحاد الدول الألمانية وتنصيب ملك بروسيا فيلهلم الأول قيصرا للألمان. تعاقب على حكم القيصرية الألمانية القيصر فيلهلم الأول المؤسس من عام 1871 حتى عام 1888، ثم فريدريش الثالث وحكم أقل من سنة 1888 ثم فيلهلم الثاني حتى عام 1918 حين تحولت ألمانيا إلى جمهورية اتحادية (جمهورية فايمار) بعد هزيمتها في الحرب العالمية الأولى.
تكونت القيصرية الألمانية من 27 مقاطعة أساسية (حكمت بواسطة العائلات المالكة في معظم الأحيان). وفي حين أن مملكة بروسيا كانت الأكثر سكانا والأكبر مساحة في الإمبراطورية إلا أن القيادة البروسية للدولة لم تستمر طويلا وحلت محلها القيادات الألمانية. وبحلول عام 1890 أصبح لبروسيا ثلاث قوى منافسة، فكانت الإمبراطورية الروسية تقع في الشرق، الجمهورية الفرنسية الثالثة في الغرب، والإمبراطورية النمساوية المجرية في الجنوب.
بدءا من عام 1850 بدأت ثورة التصنيع في ألمانيا تتسارع، حيث تأسست صناعات في الفحم، الحديد والصلب، الكيماويات، السكك الحديدية. كما قفز عدد السكان في الإمبراطورية من 41 مليون عام 1871 إلى 61 مليون عام 1913. حيث تحولت ألمانيا من بلد زراعي كثيرًا في عام 1815 إلى بلد يعيش أغلبية سكانه في المناطق الحضرية.
على مدار 47 عاماً هو عمر الإمبراطوية الألمانية، تمتعت فيه بقدر كبير من الإنجازات التكنولوجية والصناعية والعلمية، حيث حصل العلماء الألمان في هذه الفترة على جوائز نوبل في العلوم أكثر من علماء بريطانيا، فرنسا، روسيا، الولايات المتحدة مجتمعين.
كانت الإمبراطورية الألمانية إحدى أهم القوى في العالم، حيث أمتلكت أقوى الجيوش البرية على الإطلاق آنذاك، بالإضافة إلى البحرية الألمانية التي انتقلت من كونها شيئا لا يذكر إلى ثاني أقوى بحرية في العالم بعد البحرية الملكية البريطانية في خلال عشرة سنوات. عزل المستشار الألماني المعروف أوتو فون بسمارك في عام 1890 بعد وفاة الإمبراطور فيلهلم الأول، وقام ابنه فيلهلم الثاني بانتهاج سياسة خارجية ساهمت في استعداء معظم القوى الأوروبية لألمانيا وساهمت في عزلتها أكثر. حيث كانت المستعمرات الألمانية الصغيرة في أفريقيا والمحيط الهادئ شيئا لا يذكر بالمقارنة بما لدى كلا من فرنسا وبريطانيا، وعندما جائت أزمة 1914 وأوشكت الحرب العالمية الأولى على النشوب، لم يكن يتبقى من حلفاء لألمانيا إلا الإمبراطوريتين الضعيفتين الدولة العثمانية والإمبراطورية النمساوية المجرية.
مع بدء الحرب كانت خطة ألمانيا هي احتلال باريس في عام 1914 بشكل سريع ولكن فشلت هذه الخطة مع تحالف فرنسا وبريطانيا على الجبهة الغربية ووصل الأمر إلى طريق مسدود بلا أي تقدم، كما ساهم الحصار البحري البريطاني في أزمات نقص الغذاء المتكررة في ألمانيا. على المقابل في الجبهة الشرقية استطاعت ألمانيا هزيمة الإمبراطورية الروسية ووقعت معها معاهدة بريست-ليتوفسك والتي اعترفت روسيا بموجبها باستقلال كلا من أوكرانيا، بيلاروسيا، لتوانيا، لاتفيا، استونيا، فنلندا وتسريح الجيش والاسطول ودفع تعويض بمقدار 6 مليارات مارك ألماني وتسليم ألمانيا سفن اسطول البحر الأسود. وبعد إبرام معاهدة بريست احتل الجيش الألماني كلا من أوكرانيا وبيلاروسيا ومنطقة البلطيق
كان العامل الفاصل في الحرب هو دخول الولايات المتحدة الحرب ضد ألمانيا، فامتلاكها لاحتياطات كبيرة من النقود، الطعام، الجنود والأسلحة ساهم كثيرًا في أن تميل الكفة لصالح الحلفاء. كانت المحاولة الأخيرة هي هجوم الربيع عام 1918 بقيادة كلا من باول فون هيندنبورغ وإريك لودندورف (قبل وصول القوات الأمريكية). فشلت هذه العملية وبحلول شهر أكتوبر كانت القوات الألمانية تتراجع، كما تركت كلا من تركيا والنمسا الحرب وفقد الشعب الألماني ثقته وإيمانه بالنظام السياسي القائم.
إنهارت الإمبراطورية الألمانية وتفككت خلال الثورة الألمانية في 1918 وتولت جمهورية فايمار زمام الأمور.
بعد الحرب العالمية الأولى خسرت ألمانيا مجموعة من الأراضي لصالح دول الجوار منها إقيلمي الألزاس واللورين (اللذان احتلتهما ألمانيا في الحرب الفرنسية البروسية) على الحدود مع فرنسا، كما خسرت مدينة دانزيغ لصالح بولندا.

## تاسيس الإمبراطورية
في 10 ديسمبر 1870 شمال ألمانيا الاتحاد تسمية الرايخستاغ الاتحاد باسم الإمبراطورية الألمانية وأعطى لقب الإمبراطور الألماني إلى ملك بروسيا كرئيس للاتحاد. [14] وخلال حصار باريس في 18 كانون الثاني عام 1871، الملك فيلهلم الأول بروسيا أعلن الإمبراطور الألماني في قاعة المرايا في قصر فرساي .
في 1871 الدستور الألماني اعتمد من قبل مجلس النواب الألماني في 14 أبريل 1871 وأعلن من قبل الإمبراطور في 16 نيسان، [15] الذي يستند إلى حد كبير على بسمارك الدستور شمال ألمانيا . كان الإمبراطورية الجديدة برلمان يسمى الرايخستاغ، والذي انتخب من قبل الذكور الاقتراع الشامل . ومع ذلك، فإن الدوائر الانتخابية الأصلية رسمها في عام 1871 تم إعادة رسم أبدا لتعكس نمو المناطق الحضرية. ونتيجة لذلك، وبحلول الوقت من جانب التوسع الكبير في المدن الألمانية في 1890s والعقد الأول من القرن 20، وكانت المناطق الريفية بشكل صارخ الممثلة تمثيلا زائدا .
مطلوب التشريع أيضا موافقة الاتحادي، المجلس الاتحادي للنواب من الدول. وتناط السلطة التنفيذية الإمبراطور، أو كايزر، الذي كان يساعده المستشار المسؤول الوحيد له. أعطيت صلاحيات واسعة من قبل الإمبراطور الدستور. عين وحده ورفضت المستشارة (والتي في الواقع كانت تستخدم من قبل الإمبراطور لحكم الإمبراطورية من خلال وسلم)، وكان القائد الأعلى في والقائد الأعلى للقوات المسلحة، الحكم النهائي لجميع الشؤون الخارجية، ويمكن أيضا حل الرايخستاغ ل الدعوة إلى انتخابات جديدة. رسميا، كان مستشار حكومة رجل واحد وكان مسؤولا عن إدارة جميع شؤون الدولة، في الممارسة العملية، وأمناء الدولة (كبار المسؤولين البيروقراطية المسؤولة عن مجالات مثل التمويل، والحرب، والشؤون الخارجية، إلخ) تصرف غير الرسمية كما وزراء المحفظة. كان الرايخستاغ السلطة لتمرير، تعديل أو رفض مشاريع القوانين والشروع في التشريع. ومع ذلك، كما ذكر أعلاه، في الممارسة العملية وتناط السلطة الحقيقية في الإمبراطور، الذي يمارس من خلال مستشاره.
على الرغم من أبعاده الدوري من التساوي، في الممارسة سيطر الامبراطورية بفضل أكبر وأقوى دولة، بروسيا. امتدت عبر شمال ثلثي الرايخ الجديد، ويحتوي على ثلاث أخماس سكانها. كان التاج الإمبراطوري وراثية في بيت هوهنزولرن، منزل الحاكم بروسيا. باستثناء السنوات 1872-1873 و1892-1894، وكان المستشار دائما في نفس الوقت رئيس وزراء بروسيا. مع 17 من أصل 58 صوتا في المجلس الاتحادي، هناك حاجة برلين الأصوات سوى عدد قليل من الدول الصغيرة لممارسة رقابة فعالة.
احتفظت الدول الأخرى حكوماتهم، ولكن كان فقط جوانب محدودة السيادة. على سبيل المثال، تم إصدار كل من الطوابع البريدية والعملات الإمبراطورية ككل. وقد سكت النقود المعدنية من خلال علامة واحدة أيضا باسم الإمبراطورية، في حين صدرت قطعة بقيمة أعلى من الدول. ولكن هذه القضايا الذهب والفضة أكبر كانت تقريبا عملات تذكارية، وكان تداولها محدودا.
في حين أصدرت دولهم الزينة، وكان بعض جيوشهم، وضعت القوات العسكرية من أصغر تحت السيطرة البروسية. تلك من الدول الكبرى، مثل الممالك بافاريا وسكسونيا، تم التنسيق على طول مبادئ البروسي وسيكون في زمن الحرب يمكن السيطرة عليها من قبل الحكومة الاتحادية.
تطور الإمبراطورية الألمانية إلى حد ما بما يتماشى مع التطورات الموازية في إيطاليا التي أصبحت دولة قومية موحدة قبل الإمبراطورية الألمانية قريبا. وكانت بعض العناصر الرئيسية للبنية السياسية السلطوية الإمبراطورية الألمانية أيضا الأساس لتحديث المحافظة في الإمبراطورية اليابانية تحت ميجي والحفاظ على هيكل السياسي الاستبدادي تحت القياصرة في الإمبراطورية الروسية.
وكان أحد العوامل في التشريح الاجتماعية لهذه الحكومات كان الإبقاء على حصة كبيرة جدا في السلطة السياسية من قبل نخبة سقطت، ويونكرز، والناجمة عن عدم وجود طفرة ثورية من الفلاحين في تركيبة مع المناطق الحضرية.
على الرغم الاستبدادية في كثير من النواحي، وكان الإمبراطورية بعض الملامح الديمقراطية. إلى جانب الاقتراع العام، فإنه يسمح لتطوير الأحزاب السياسية. كانت نية بسمارك لخلق واجهة الدستورية التي من شأنها أن تحجب استمرار السياسات الاستبدادية. في هذه العملية، وقال انه خلق نظام مع عيب خطير. كان هناك تفاوت كبير بين الأنظمة الانتخابية البروسي والألمانية. بروسيا استخدام تقييدية للغاية نظام التصويت الدرجات الثلاث التي أغنى ثلث السكان يمكن أن يختار 85٪ من السلطة التشريعية، ولكن كل ضمان أغلبية المحافظين. كما ذكر أعلاه، كان الملك و(مع اثنين من الاستثناءات) رئيس وزراء بروسيا أيضا الإمبراطور والمستشار للإمبراطورية - وهذا يعني أن نفس الحكام زيارتها للحصول على الأغلبية من المجالس التشريعية المنتخبة من الامتيازات مختلفة تماما. كما ذكر أعلاه، وممثلة تمثيلا زائدا المناطق الريفية بشكل صارخ من من 1890s فصاعدا.

## الدول المكونة

الدول الأعضاء في الإمبراطورية الألمانية (بروسيا تظهر بالأزرق).

قبل التوحيد، الأراضي الألمانية التي تتكون من 27 الدولة المكونة ق وتألفت هذه الدول من الممالك، الدوقيتين الكبرى، الدوقيتين، إمارات، مجانا الهانزية المدن وأراضي الإمبراطورية واحدة. وكان المدن الحرة جمهوري شكل الحكومة على مستوى الدولة، على الرغم من أن الإمبراطورية ككل ما يشكل باعتباره الملكي، وهكذا كانت معظم الدول . في مملكة بروسيا ما أكبر كبير من الدول المكونة لها، التي تغطي نحو 60 ٪ من أراضي الإمبراطورية الألمانية .
وكان العديد من الدول أطروحة نالت سيادتها وبعد تفكك الإمبراطورية الرومانية المقدسة. تم إنشاؤها غيرها كدول ذات سيادة بعد مؤتمر فيينا في عام 1815 . كانت الأراضي ليس بالضرورة متجاورة - موجودة في العديد من أجزاء عدة، نتيجة ل اكتساب التاريخية، أو، في حالات عديدة، والانقسامات من شجرة العائلة الحاكمة. بعض الدول القائمة، وبخاصة هانوفر، ألغيت وضمتها بروسيا نتيجة ل حرب 1866.
كل مكون من الإمبراطورية الألمانية أرسلت ممثلين إلى المجلس الاتحادي (  الاتحادي)، وعبر مناطق عضو واحد، والنظام الغذائي الإمبراطوري (  الرايخستاغ) . وكانت العلاقات بين المركز الإمبراطوري ومكونات الإمبراطورية السائل إلى حد ما، ووضعت على على أساس مستمر. إلى أي مدى يمكن أن الإمبراطور، على سبيل المثال، بالتدخل في مناسبات الخلافة المتنازع عليها أو غير واضحة والتي يدور حولها جدل كبير في بعض الأحيان - على سبيل المثال مع يبي - ديتمولد أزمة الميراث.

مملكة بروسيا
مملكة بافاريا
مملكة ساكسونيا
مملكة فورتمبيرغ
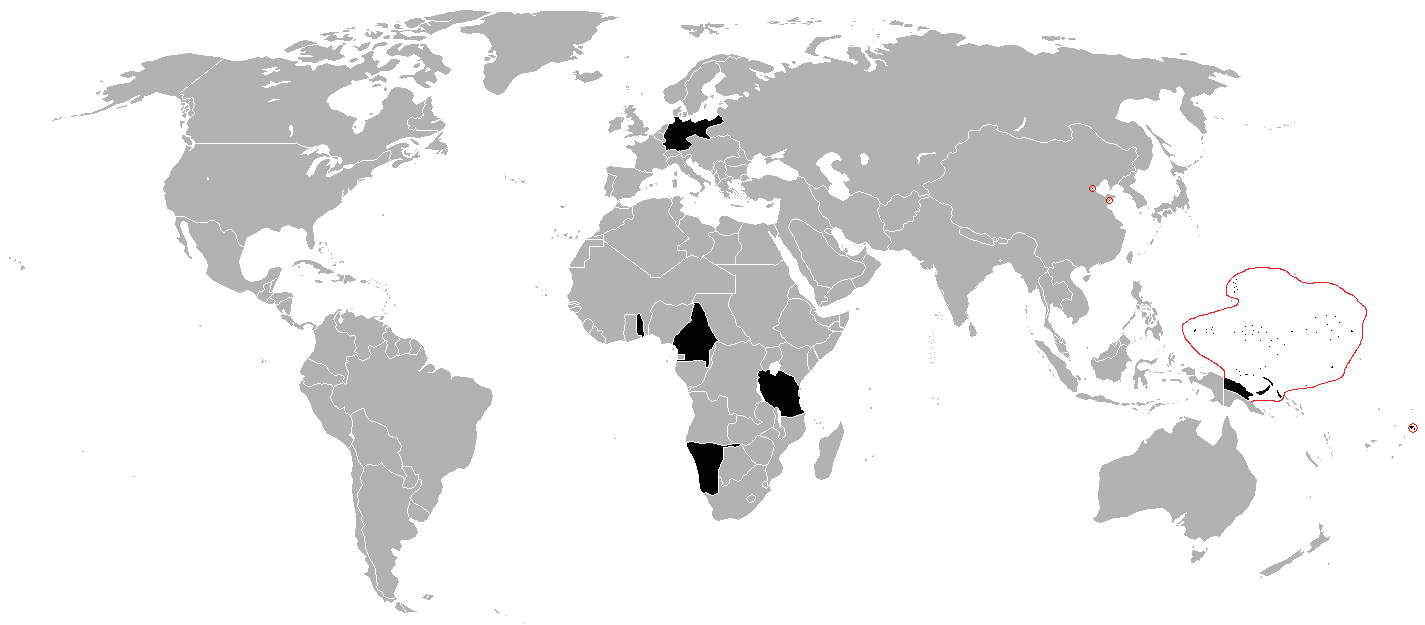
المستعمرات الألمانية في عام 1914

## الأقليات اللغوية

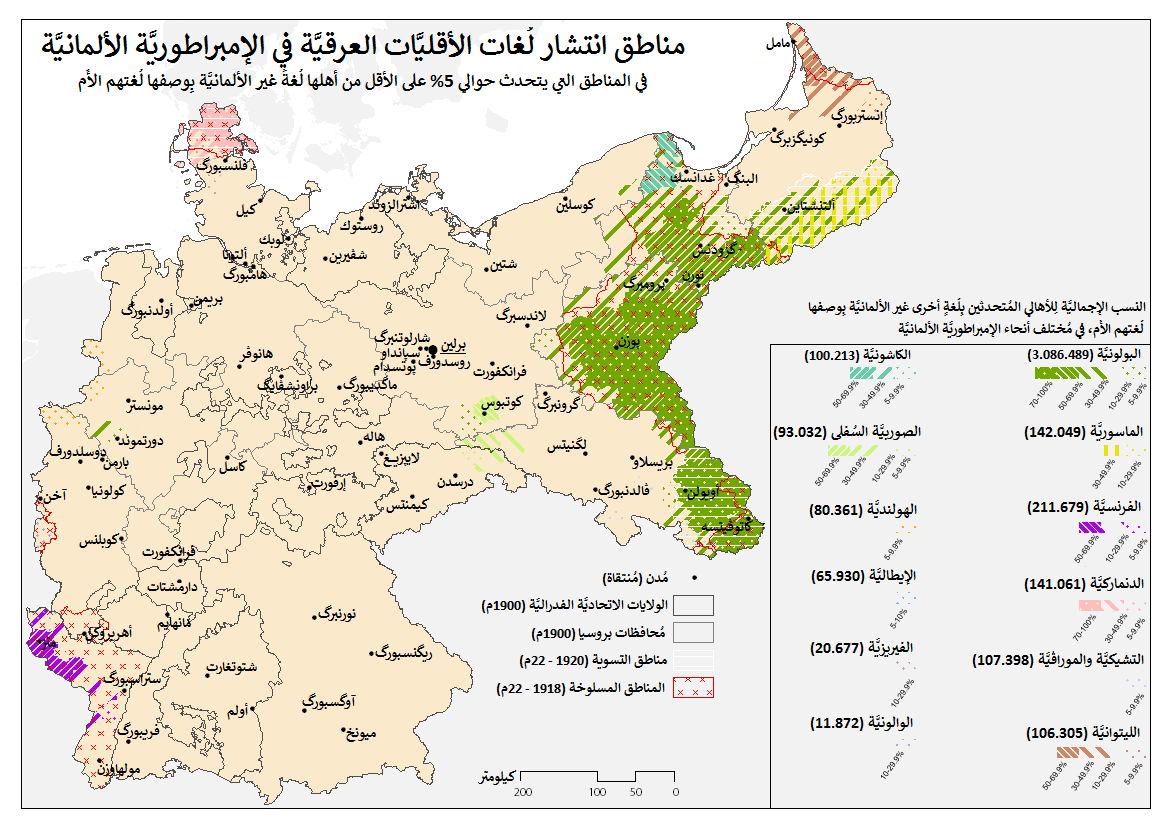
الأقليات في الإمبراطورية الألمانية في عام 1900

حوالي 92 ٪ من السكان يتحدثون اللغة الألمانية كلغة أولى بهم . لغة أقلية فقط مع عدد كبير من المتحدثين (5.4 ٪) المقابلة ل البولندية يرتفع (أ figurethat إلى أكثر من 6 ٪ عند بما في ذلك الكاشبايان، ماسوريان، والأشكال الأخرى المصنفة من قبل الحكومة الامبراطوري لغات منفصلة ولكن اليوم غالبا ما تعتبر أكثر المتغيرات البولندية) .
غير الألمانية اللغات الجرمانية مجموعة لغوية (0.5 ٪) مثل الدنماركية، الهولندية والفريزية تقع في الشمال والشمال الغربي من الإمبراطورية، بالقرب من الحدود مع الدنمارك، وهولندا، بلجيكا ولوكسمبورغ. الألمانية السفلى التي يتحدث بها في جميع أنحاء شمال ألمانيا، وعلى الرغم غويا منفصلة عن الألمانية العليا اعتبارا من الهولندية والإنجليزية، وتعتبر «الألمانية» ، لذلك ومن هنا اسمها. الدنماركية والفريزية كانت تحدث في الغالب في شمال بروسيا ن محافظة من شليسفيغ هولشتاين والهولندية في المناطق الحدودية الغربية من بروسيا، مما يعني أن هانوفر، يستفاليا والراين المحافظة.
قيلت البولندية وغيرها اللغات السلافية (6:28 ٪) بصورة رئيسية في الشرق شملت المتحدثين السلافية البولندية ماسوريان، الكاشبايان، الصربية والتشيك تقع في الشرق؛ البولندية أساسا في بروسيا المحافظات من بوسن، الغربية بروسيا وسيليسيا (سيليزيا العليا). الجزر الصغيرة موجودا حتى في ريكلينغهاوزن (يستفاليا) مع 13.8 ٪ من السكان، وفي دائرة من Kalau (براندنبورغ) (5.5 ٪) وأجزاء من بروسيا الشرقية وكروا التشيك التي يتحدث بها في الغالب في الجنوب من سيليسيا، ماسوريان|، في الجنوب من بروسيا الشرقية مقاطعة شرق بروسيا الكاشبايان في شمال الغربية بروسيا والصربية في وساتيا ن مناطق بروسيا (براندنبورغ وسيليسيا) ومملكة ساكسونيا
وهناك عدد قليل (0.5 ٪) وتحدث الفرنسية، وبخاصة في المملكة البلد لورين، حيث الفرنسية المتكلمين شكلت 11.6 ٪ من مجموع السكان .

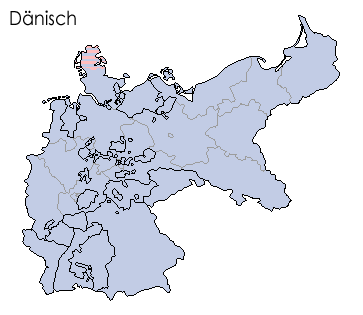
المتحدثين باللغة الدنماركية
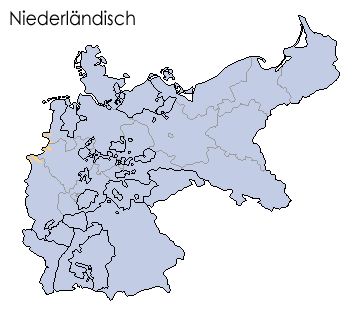
المتحدثين باللغة الهولندية
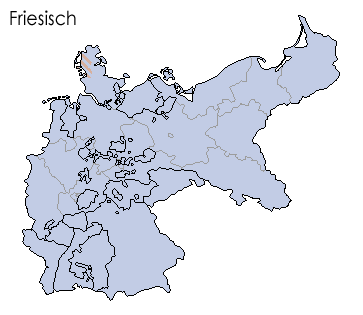
المتحدثين باللغة الفريزية
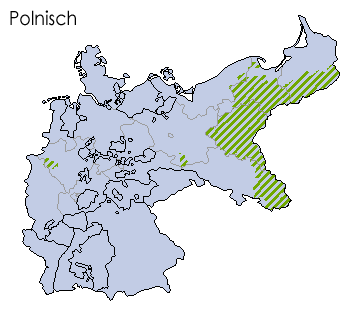
المتحدثين باللغة البولندية
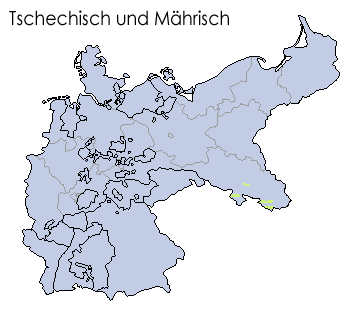
المتحدثين باللغة التشيكية
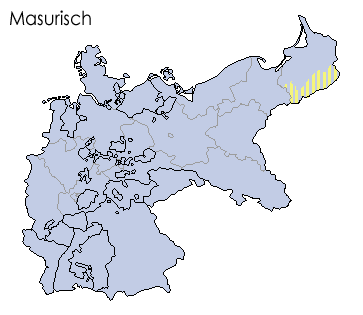
المتحدثين باللغة الماسورنية
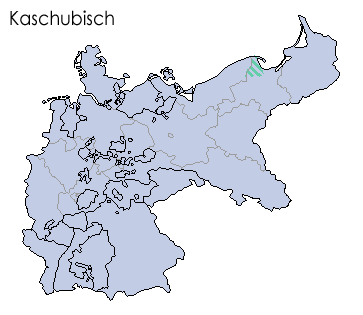
المتحدثين باللغة الكاشوبية
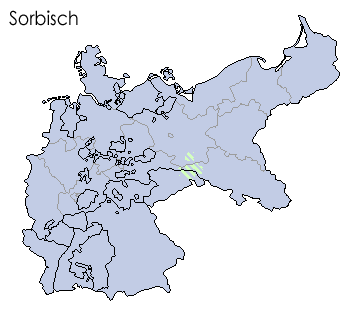
المتحدثين باللغة الصربية
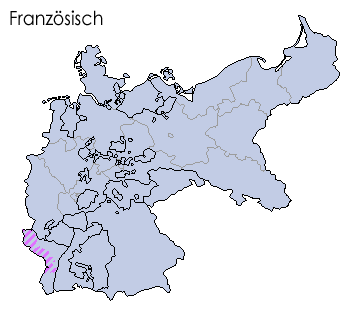
المتحدثين باللغة الفرنسية
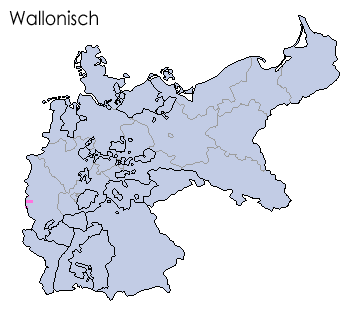
المتحدثين باللغة الوالونية
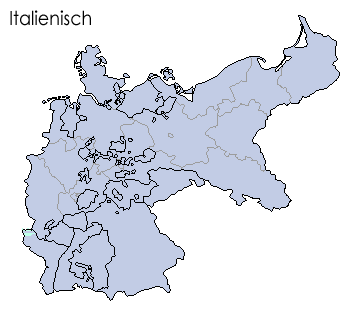
المتحدثين باللغة الإيطالية
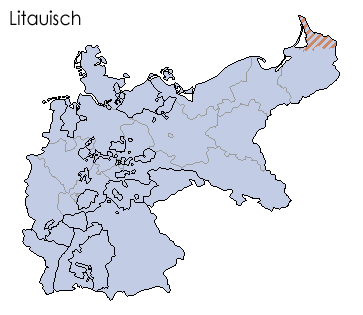
المتحدثين باللغة اللتوانية
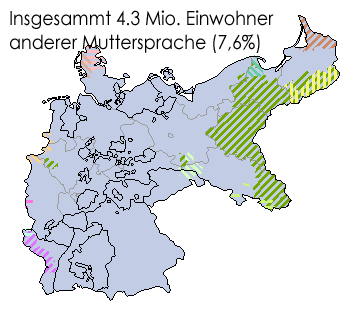
غير المتحدثين باللغة الألمانية

## القوة الصناعية
لمدة 30 عاما، ناضلت ألمانيا ضد بريطانيا لتكون القوة الصناعية الرائدة في أوروبا، على الرغم من كل تراجع وراء الولايات المتحدة. وكان ممثل الصناعة في ألمانيا الصلب العملاقة كروب، الذي تم بناؤه في أول مصنع ايسن . قبل عام 1902، المصنع وحدها أصبحت «مدينة كبيرة وشوارعها الخاصة، قوة شرطة خاصة بها، وإدارة النار وقوانين المرور، وهناك 150 كيلومترا من السكك الحديدية، و60 مباني المصنع المختلفة، 8،500 أدوات الآلات، وسبع محطات الكهربائية، و140 كيلومترا من كابل تحت الأرض و46 النفقات العامة».
تحت بسمارك، كانت ألمانيا في ابتكار العالم في بناء دولة الرفاه . يتمتع العمال الألمان الصحية والحوادث واستحقاقات الأمومة، والمقاصف، وغرف تغيير الملابس ونظام التقاعد الوطنية.

## القضايا الاجتماعية
بعد تحقيق الوحدة رسميا في عام 1871، كرس بسمارك بكثير من اهتمامه بقضية الوحدة الوطنية في إطار أيديولوجية Prussianism . انه يعارض النشاط المحافظين الكاثوليك والتحرر، وخاصة سلطات الفاتيكان تحت البابا بيوس التاسع، والطبقة العاملة التطرف، ممثلة الناشئة الحزب الديمقراطي الاجتماعي .

## العلمانية والدين
بروسيا في عام 1871 شملت 16،000،000 البروتستانت، سواء البروتستانتية اللوثرية و، و8،000،000 الكاثوليك. ومعظم الناس عموما إلى فصل العوالم الدينية الخاصة بهم، والذين يعيشون في المناطق الريفية أو الأحياء المدينة التي كانت ساحقة من نفس الدين، وإرسال أبنائهم إلى المدارس الحكومية فصل حيث كان يدرس دينهم. كان هناك القليل من التفاعل أو التزاوج. على العموم، كان البروتستانت مكانة اجتماعية أعلى، وكان الكاثوليك من المرجح أن يكون الفلاحين أو العمال غير المهرة أو شبه ماهر الصناعية. في عام 1870، شكلت الكاثوليك حزبهم السياسي، وحزب الوسط، الذي أيد عمومًا توحيد ومعظم سياسات بسمارك. ومع ذلك، لا يثق بسمارك الديمقراطية البرلمانية في الأحزاب عامة والمعارضة بصفة خاصة، خصوصا عندما أظهر حزب الوسط علامات لكسب التأييد بين العناصر المنشقة مثل الكاثوليك البولندي في سيليسيا. وكان من القوة الفكرية القوية من الوقت لمكافحة الكاثوليكية، بقيادة المثقفين الليبراليين الذين شكلوا جزءا حيويا من تحالف بسمارك. رأوا الكنيسة الكاثوليكية كقوة قوية من رد فعل ومعاداة الحداثة، وخاصة بعد إعلان العصمة البابوية في عام 1870، والسيطرة تشديد الفاتيكان على الأساقفة المحليين.
في العلمانية والدين التي أطلقها بسمارك 1871-1880 بروسيا المتأثرة؛ وإن كانت هناك تحركات مماثلة في بادن وهيس، والباقي من ألمانيا لم تتأثر. وفقا للدستور الإمبريالية الجديدة، وكانت الدول المسؤولة عن الشؤون الدينية والتعليمية، وهي تمول المدارس البروتستانتية والكاثوليكية. في يوليو 1871 ألغت بسمارك قسم الكاثوليكية في وزارة الشؤون الكنسية البروسي والتعليمية، وحرمان الكاثوليك من صوتهم على أعلى مستوى. تم تطبيق نظام الرقابة الحكومية الصارمة للمدارس فقط في المناطق الكاثوليكية؛ تركت المدارس البروتستانتية وحدها.
وكانت أكثر من ذلك بكثير خطيرة لقوانين مايو 1873. قدمت واحدة تعيين أي كاهن تعتمد على حضوره في إحدى الجامعات الألمانية، على عكس المعاهد التي تستخدم عادة الكاثوليك. وعلاوة على ذلك، كان جميع المرشحين للوزارة لاجتياز امتحان في الثقافة الألمانية أمام مجلس الدولة الذي حذفت منه الكاثوليك المتعنت. أعطى حكم آخر للحكومة حق النقض على معظم أنشطة الكنيسة. ألغى قانون الثاني اختصاص الفاتيكان على الكنيسة الكاثوليكية في بروسيا؛ تم نقل سلطتها إلى هيئة الحكومة التي يسيطر عليها البروتستانت.
ما يقرب من جميع الأساقفة الألمان، ورجال الدين، ورفض الناس العاديين في شرعية القوانين الجديدة، وكان التحدي في وجه العقوبات والسجن أثقل وأثقل تفرضها الحكومة بسمارك. قبل عام 1876، وسجن جميع الأساقفة البروسية أو في المنفى، وكان ثلث الأبرشيات الكاثوليكية دون الكاهن. في مواجهة تحد منهجي، زادت الحكومة بسمارك العقوبات وهجماته، وكان هناك اعتراض في عام 1875 عندما أعلن المنشور البابوي كان التشريع الكنسي كله بروسيا غير صالحة، وهدد المطرود أي الكاثوليك الذين أطاعوا. لم يكن هناك عنف، ولكن حشد الكاثوليك دعمهم، وإنشاء العديد من المنظمات المدنية، جمع الأموال لدفع الغرامات، واحتشد وراء الكنيسة وحزب الوسط. ان الحكومة إنشاء «الكنيسة الكاثوليكية القديمة»، والتي جذبت فقط بضعة آلاف من الأعضاء. بسمارك، وهو بيتيستيك البروتستانتية ورع، أدرك له نتائج عكسية العلمانية والدين وعندما تستخدم العناصر العلمانية والاشتراكية الفرصة لمهاجمة الدين كله. في المدى الطويل، وكانت النتيجة الأكثر أهمية تعبئة الناخبين الكاثوليك، وإصرارهم على حماية هويتهم الدينية. في انتخابات عام 1874، تضاعف طرف مركز تصويته شعبية، وأصبحت ثاني أكبر حزب في البرلمان الوطني وظلت قوة مؤثرة على مدى السنوات ال 60 المقبلة، وذلك بعد بسمارك أصبح من الصعب لتشكيل حكومة دون أن الدعم.

## الولايات
في الإمبراطورية الألمانية يتألف في الأصل من 27 ، وبعد ذلك (اعتبارا من 1876) كان 26 ولاية تأسيسية، أكبرها بروسيا . هذه الدول، أو  Staaten  (أو Bundesstaaten ، أي دولة فيدرالية سا تسمية مستمدة من اتحاد شمال ألمانيا السابق، بل أصبح يعرف باسم   المقاطعات خلال جمهورية فايمار) . كان كل حكومة الولايات الاتحادية الأصوات في الاتحادي، والذي أعطاهم تمثيل على المستوى الوطني .
قد اكتسبت العديد من هذه الدول سيادتها بعد تفكك الإمبراطورية الرومانية المقدسة . تم إنشاؤها غيرها كدول ذات سيادة بعد مؤتمر فيينا في عام 1815 كانت الأراضي ليس بالضرورة متجاورة، مثل بافاريا، أو أولدنبورغ- كثيرة موجودة في عدة أجزاء (جيوب وexclaves) ، نتيجة ل عمليات الاستحواذ التاريخية، أو، في حالات عديدة، والانقسامات من شجرة العائلة الحاكمة.
الممالك
- مملكة بافاريا
- مملكة بروسيا (نفسها مقسمة إلى مقاطعات )
- مملكة ساكسونيا
- مملكة فورتمبيرغ

الكبرى الدوقيتين
- دوقية بادن
- دوقية هسن
- دوقية مكلنبورغ شفرين
- دوقية مكلنبورغ سترليتز
- دوقية أولدنبورغ
- دوقية ساكس فايمار - إيزنباخ (دوقية سكسونيا من 1877

الدوقيات
- دوقية أنهالت
- دوقية برونزويك
- دوقية ساكس التينبورغ
- دوقية ساكس كوبورغ غوتا و
- دوقية ساكس Lauenburg (حتى عام 1876، ثم دمجها في بروسيا )
- دوقية ساكس مينينجن

## إمارات
- إمارة يبي
- إمارة رويس - جيرا (خط جديد )

خريطة الإمبراطورية الألمانية

- إمارة رويس ، مدينة Greiz (أول سطر )
- إمارة شومبرغ - يبي
- إمارة Schwarzburg - رودولستدت
- إمارة Schwarzburg - Sondershausen
- إمارة فالديك - بيرمونت

## الهانزية الحرة مدن

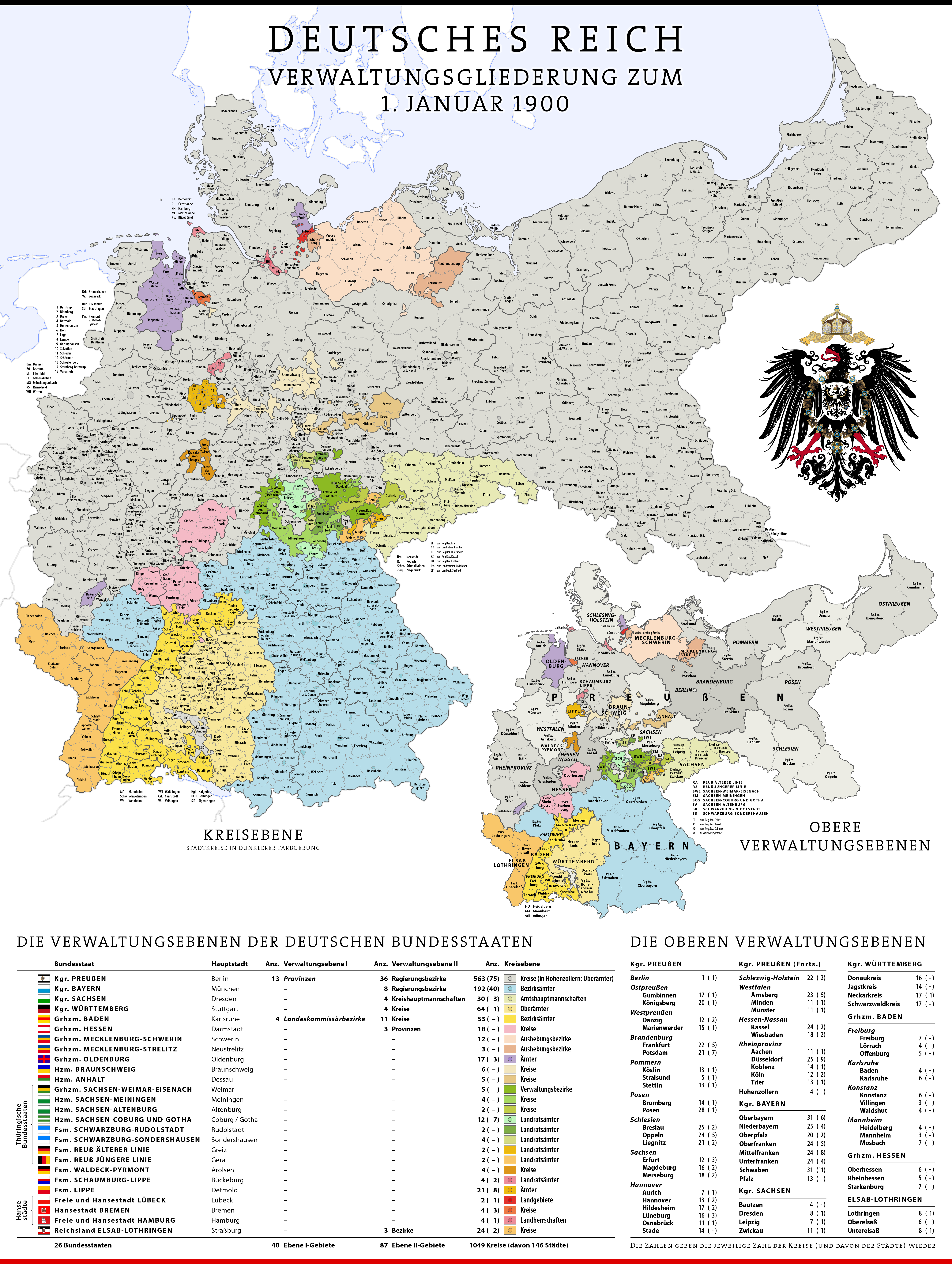

مختلفة من المذكورة أعلاه الملكيات نظمت دستوريا هذه الدولة المدينة ق ك الجمهورية ق .
- الحرة والهانزية مدينة بريمن
- الحرة ومدينة هامبورغ الهانزية
- الحرة الهانزية ومدينة لوبيك

## إقليم الإمبراطورية
مختلفة من جميع الدول المكون الأخرى المذكورة أعلاه، هذه الدولة التي تضم الأراضي المتنازل عنها من قبل فرنسا في عام 1871، كانت تدار الأولى من قبل الحكومة المركزية، وتزايد في وقت لاحق إلى جمهورية الحكم الذاتي محدود فقط، مع برلمان دولة منتخبة من تلقاء نفسها اعتبارا من 1912.

## بعض المعلومات
عاصمتها كانت برلين ومساحتها 540,766 كم مربعاً وعملتها المارك الألماني.
السكان:
- عام 1871: 41.058.792 نسمة
- عام 1890: 49.428.470 نسمة
- عام 1910 : 64.925.993 نسمة

## وصلات خارجية
- الإمبراطورية الألمانية على موقع الموسوعة البريطانية (الإنجليزية)